# Кім Вон Іл
Кім Вон Іл (кор. 김원일 (권투 선수); 3 січня 1982) — південнокорейський боксер, чемпіон Азійських ігор.

## Аматорська кар'єра
На чемпіонаті Азії 2002 програв в другому бою.
На Азійських іграх 2002 переміг Казумаса Цудзимото (Японія), Сонтая Вонгпратес (Таїланд), Абдусалома Хасанова (Таджикистан) та Бекзода Хидірова (Узбекистан) і отримав золоту медаль.
На чемпіонаті Азії 2004 переміг трьох суперників, програв Баходиру Султонову (Узбекистан) у півфіналі, а в бою за бронзову медаль переміг Алмаза Ассанова (Киргизстан).
На Олімпійських іграх 2004 програв в першому бою Ворапой Петчкум (Таїланд).